# Сульцано
Сульцано (італ. Sulzano) — муніципалітет в Італії, у регіоні Ломбардія, провінція Брешія.
Сульцано розташоване на відстані близько 470 км на північний захід від Рима, 75 км на схід від Мілана, 22 км на північний захід від Брешії.
Населення — 1954 особи (2014).

## Демографія
Населення за роками:

Станом на 1 січня 2023 року в муніципалітеті офіційно проживали 132 іноземці з 31 країни, серед них 22 громадяни країн Євросоюзу та 11 громадян України.

## Сусідні муніципалітети
- Ізео
- Монте-Ізола
- Полавено
- Сале-Маразіно